# Half-Life (datorspel)
Half-Life (ibland skrivet som HλLF-LIFE) är ett datorspel i förstapersonsvy med science fiction-tema, utvecklat av Valve Corporation. Spelet var företagets debutprodukt och det första spelet i serien med samma namn. Spelet distribuerades av Sierra Entertainment och släpptes till Windows den 19 november 1998 och senare även till Playstation 2. I Half-Life tar spelaren rollen som Dr. Gordon Freeman, en forskare inom teoretisk fysik som måste ta sig ut från ett hemligt underjordiskt forskningskomplex efter att forskning och experiment inom teleportering gått fel.
Valve, som startades av före detta Microsoftanställda, hade problem med att hitta en distributör för spelet och många kallade det för ett alldeles för ambitiöst projekt. Sierra On-Line gick till sist in som distributör efter att ha uttryckt ett intresse av att göra ett actionspel i 3D. Spelet offentliggjordes på Electronic Entertainment Expo år 1997. Half-Life använder sig av en kraftigt modifierad version av Quakemotorn, kallad GoldSrc.
När spelet släpptes prisades det av både spelare och kritikerkåren och vann över 50 "PC Game of the Year"-utmärkelser. Dess spelmekanik kom att påverka utvecklingen av andra förstapersonsskjutare i flera år efter att det släpptes. Spelet anses av många vara ett av de bästa datorspel som någonsin har släppts.
Den 16 november 2004 hade Half-Life sålts i åtta miljoner exemplar och i december 2006 i 9,3 miljoner exemplar. Den 14 juli 2008 hade det sålts över 20 miljoner exemplar av spelen i serien.
Half-Life fick två expansionspaket, Opposing Force och Blue Shift. Uppföljaren, Half-Life 2, släpptes 2004 och även det blev en stor succé. Half-Life har haft en märkbar kulturell påverkan och dess uppföljare och många modifikationer har gett spelet många fans inom datorspelsvärlden.

## Spelupplägg
Half-Life är en förstapersonsskjutare som kräver att spelaren ska både utkämpa strider och lösa problem för att ta sig igenom spelet. Till skillnad från de andra liknande spelen från dess tid, använder Half-Life skriptade sekvenser som kan innehålla allt ifrån små till stora händelser som påverkade handlingen. Ett exempel på en liten händelse är att en utomjording bryter sig igenom en dörr, medan de större händelserna kan röra sig om konversationer med datorstyrda personer eller att delar av banan rasar samman i en explosion. Dessa skriptade sekvenser gör att spelaren kan undvika filmsekvenser som avbryter spelupplevelsen, något som de flesta andra spel använde sig av. I Half-Life förmedlas hela handlingen till spelaren genom sådana sekvenser och spelaren förlorar sällan kontrollen över Gordon, som aldrig säger något och inte heller ses i spelet. Spelaren ser allting "genom Gordons ögon" genom hela spelet, som inte har några "banor", utan istället är uppdelat i kapitel vars titlar visas på skärmen. Spelaren rör sig kontinuerligt igenom spelvärlden sånär som på korta avbrott för att ladda nästkommande del av spelvärlden.
Spelet presenterar ofta problem som spelaren måste lösa. Till exempel att ta sig igenom en labyrint av transportband. En del problem går ut på att döda fienden med hjälp av det som finns omkring spelaren, exempelvis en trasig högspänningstransformator eller en radio som låter spelaren kalla in artilleri. Det finns få "bossar", i formen av att spelaren konfronterar en överlägsen motståndare direkt. I stället kan en sådan fiende definiera hela kapitel och spelaren förväntas att döda den med hjälp av miljön som beskrivet ovan.
Spelaren får information om hälsa, kroppspansar, ammunition och närliggande faror via sin skyddsdräkt. Den är en så kallad HEV-dräkt (förkortning från engelskans Hazardous environment, vilket betyder: farlig miljö) som forskarna i Black Mesa använder sig av vid farligt arbete. Dräkten kan laddas upp vid olika laddningsstationer för att öka dess förmåga att skydda användaren från skada och för att öka användarens hälsa. Den kan även vid behov ge en morfindos. Senare i spelet får spelaren tillgång till en long jump module (som även sågs under träningsbanan), som låter spelaren hoppa längre och snabbare genom att ducka just före hoppet. Detta används för plattformsliknande problem i den senare delen av spelet.
För det mesta rör sig spelaren igenom spelet ensam, men ibland får denne hjälp av datorstyrda personer; säkerhetsvakter och forskare som slåss vid sidan av spelaren, låser upp dörrar och ger information som för handlingen framåt. Spelet innehåller ett stort antal olika fiender, däribland Headcrabs och zombier, Bullsquids samt Vortigaunts. Spelaren får också möta mänskliga motståndare i form av HECU-soldater och lönnmördare från black ops som är utskickade för att stänga inne det utomjordiska hotet och tysta alla vittnen.
Half-Life bjuder på ett stort antal olika vapen som spelaren kan använda. Spelets och seriens mest karakteristiska vapen är kofoten som kan användas i närstrid och även för att bryta sönder hinder och för att öppna lådor som ibland innehåller användbara föremål. I spelet finns också flera konventionella vapen, såsom pistolen Glock 17, hagelgeväret SPAS-12, kulsprutepistolen MP5 med granatkastare, en .357 Magnum revolver och ett raketgevär. Bland de mindre konventionella vapnen finns ett armborst och ett utomjordiskt vapen som skjuter små målsökande projektiler. Det finns också två experimentella vapen; The Tau cannon (även kallad Gauss gun) och The Gluon gun, som utvecklats av forskarna på anläggningen och som spelaren hittar i de senare delarna av spelet. The Half-Life High Definition Pack, som förbättrade delar av spelets grafik, ändrade utseendet på vapnen då mängden polygoner kunde ökas. Trots att utseendet förändrats beter sig vapnen på exakt samma sätt som innan. Glock 17, MP5 och SPAS-12 byttes ut helt mot Beretta 92, M4A1 och en annan version av SPAS-12 respektive.

## Handling

### Bakgrund
Den största delen av spelet utspelar sig ute i öknen i New Mexico, i the Black Mesa Research Facility, ett fiktivt komplex som bär likheter till både Los Alamos National Laboratory och Area 51, någon gång under åren 2000-2009. Spelets protagonist är fysikern Gordon Freeman, alumn vid the Institute for Experimental Physics och University of Innsbruck, i Innsbruck, Österrike, samt en Filosofie doktor i teoretisk fysik på MIT. Freeman blir en av överlevarna efter ett experiment i Black Mesa som går fel och orsakar en resonance cascade – ett fiktivt fenomen – som sliter upp ett hål mellan dimensionerna och orsakar stor skada på anläggningen. Snart börjar utomjordingar från en värld känd som Xen ta sig in i Black Mesa via hålet. Händelsen kom att kallas "Black Mesa-incidenten".
Medan Freeman försöker ta sig ut för att hitta hjälp upptäcker han att han är fast mellan två sidor: utomjordingarna samt en militär specialstyrka kallad Hazardous Environment Combat Unit som är skickad för att hemlighålla händelsen genom att döda både utomjordingarna och de överlevande människorna. Flera gånger i spelet dyker en mystisk figur känd (dock aldrig refererad till i spelet) som G-Man, som verkar övervaka Freeman. Slutligen tar sig Freeman med hjälp av andra överlevande till Black Mesas mystiska "Lambdakomplex", där en grupp överlevande forskare teleporterar honom till Xen för att döda Nihilanth, varelsen som håller Xens sida av hålet mellan dimensionerna öppet.
Spelets handling var till en början inspirerad av datorspelen Doom, Quake (båda utvecklade av id Software), Resident Evil (utgivet av Capcom), Stephen Kings kortroman Dimman och ett avsnitt av science-fictionserien The Outer Limits kallat "The Borderland". Handlingen skrevs sedan av Valves manusförfattare Marc Laidlaw, som bland annat skrivit böckerna Dad's Nuke och The 37th Mandala.

### Synopsis
Gordon Freeman är sen till jobbet på Black Mesa Research Facility och åker med anläggningens spårvagnssystem mot Sektor C. Han tar på sig en HEV-skyddsdräkt innan han går till testkammaren i Anomalous Materials-labbet för att hjälpa till med ett experiment. Hans arbetsuppgift är att knuffa in en vagn med en bit kristall i den gigantiska Anti-Mass Spectrometer (fiktiv maskin) så att den kan analyseras. Experimentet får dock oanade effekter, och orsakar en "resonance cascade", som öppnar en portal mellan jorden och en värld i en annan dimension, kallad Xen. Freeman teleporteras sporadiskt runt i Xen och får se olika utomjordiska livsformer innan han svimmar.
Freeman vaknar sedan upp i den nu förstörda testkammaren. Han hittar några överlevande forskare som berättar att all kommunikation med omvärlden har blivit avskuren och att han måste ta sig upp till ytan och hämta hjälp då hans skyddsdräkt borde hålla honom säker. På vägen upp till ytan får han gå omvägar kring förstörda korridorer, låsta säkerhetsdörrar och försvara sig mot utomjordingar som teleporteras in runtom honom. Andra överlevande längs vägen hävdar att en räddningsstyrka är på väg. Dock visar det sig att Hazardous Environment Combat Unit, som har tagit kontrollen över Black Mesa, dödar både utomjordingar och anställda för att tysta ner händelsen. Freeman slåss mot marinsoldaterna innan han når ytan, där han får veta att forskare från Lambdakomplexet tror sig kunna lösa problemen som har uppstått efter olyckan. Gordon börjar bege sig dit, men komplexet ligger på andra sidan anläggningen.
På vägen uppstår ett antal problem, som att aktivera en raketmotor i en testsilo för att döda en gigantisk tentakelliknande varelse, använda ett gammalt tågsystem för att ta sig fram till en raket som ska skicka upp en viktig satellit, och slåss mot en grupp Black Ops innan han fångas av marinsoldater som dumpar honom i en sopkomprimator. Gordon tar sig ur den och dyker upp i en äldre del av anläggningen där han upptäcker en stor samling prover och varelser från Xen som kom dit långt innan the resonance cascade.
Gordon kommer upp till ytan igen och finner att hela området har blivit en krigszon. Utomjordingarna har övertaget trots att marinsoldaterna kallat på förstärkning i form av stridsvagnar och flygplan. Han tar sig igenom området och sedan ned under jord igen.
Marinsoldaterna börjar dra sig tillbaka från Black Mesa och bombar anläggningen medan Gordon är under jord och ser hur utomjordingarna dödar de soldater som blivit kvar. Freeman tar sig till sist fram till Lambdakomplexet, där forskare har tagit fram teleporteringsteknologin som lät dem ta sig till Xen. Personalen där förklarar att satelliten som skulle stänga revan mellan dimensionerna misslyckades då det fanns en kraftfull varelse på andra sidan som höll den öppen. Gordon måste döda varelsen för att stänga revan och stoppa utomjordingarna, så forskarna aktiverar teleportören, utrustar Gordon med en long jump module och så mycket ammunition han kan bära med sig, och skickar honom till Xen.
I gränsvärlden finner Gordon många av de varelser som dykt upp i Black Mesa, men även kvarlevorna av HEV-klädda forskare som kommit dit innan honom. Han slåss mot en varelse kallad Gonarch, en gigantisk headcrab med en stor äggsäck, och tar sig igenom en fabrik där de skapar Alien Grunts. Till sist hittar Gordon en portal som är större än de han tidigare sett och går in igenom den.
Gordon dyker upp i en stor grotta där han konfronterar Nihilanth, varelsen som håller dimensionsrevan öppen, och dödar den. När varelsen dör exploderar den i ett grönt sken som slår Gordon medvetslös. När han vaknar upp har han förlorat sin utrustning och finner att G-Man, som har övervakat Gordon och synts till minst en gång per kapitel, står framför honom. G-Man prisar Gordon för hans bedrift och förklarar att sina "arbetsgivare", som anser att han har ändlös potential, har tillåtit honom att erbjuda Freeman ett jobb. Han ger honom också valet att tacka nej, men att han då kommer att ställas inför ett slag utan chans kan vinna. Medan konversationen pågår förändras omgivningen och de befinner sig till sist ombord på en av spårvagnarna från spelets start, flygande genom rymden. Efter att ha accepterat erbjudandet tonar skärmen ut i svart och G-Man säger: "Klokt gjort, herr Freeman. Jag kommer att träffa dig längre fram." De spelare som väljer att tacka nej till erbjudandet finner sig obeväpnade och omringade av horder av fientliga varelser medan G-Man säger: "Ingen ånger, herr Freeman."

## Utveckling
Half-Life var Valve Softwares första produkt, baserat i Kirkland, Washington och grundat 1996 av de tidigare Microsoftanställda Mike Harrington och Gabe Newell. De bestämde sig för att utveckla ett actionspel i 3D med skräcktema som skulle använda sig av id Softwares Quake engine. Valve kom att modifiera spelmotorn på flera sätt, däribland genom att lägga till skelettanimationer och stöd för Direct3D. En utvecklare hävdade i en utgåva av PC Accelerator att 70 procent av spelmotorns kod hade skrivits om. Företaget hade problem till en början med att hitta ett förlag som ville publicera spelet då många ansåg att det var ett alldeles för ambitiöst projekt för en studio ledd av personer utan erfarenhet inom datorspelsutveckling. Sierra On-Line visade sig dock vara intresserade av att skapa ett actionspel i 3D, speciellt ett baserat på Quakemotorn, så de skrev på ett avtal med Valve.
Kodnamnet för Half-Life var under utvecklingsprocessen Quiver, döpt efter militärbasen Arrowhead från Stephen Kings roman Dimman, som fungerade som en tidig inspirationskälla. Gabe Newell förklarade att namnet Half-Life valdes för att det passade temat, inte var en kliché och för att det hade en motsvarande symbol: den grekiska bokstaven λ (lilla lambda), som representerar sönderfallskonstanten i ekvationen för halveringstid (engelska: "half-life"). Enligt Harry Teasley, en av spelets designers, hade Doom en stor påverkan på arbetslaget. Enligt Teasly ville man att Half-Life skulle "skrämma dig såsom Doom gjorde".
Half-Life gjorde sitt första offentliga framträdande tidigt under 1997. Det blev en succé på E3-mässan samma år, där man demonstrerade animationssystemet och spelets artificiella intelligens. Valve Software hade anställt Marc Laidlaw i augusti 1997 för att arbeta med spelets rollfigurer och bandesign. Soundtracket till spelet komponerades av Kelly Bailey. Half-Life var först planerat att släppas i slutet av 1997 för att konkurrera med Quake II, men sköts upp när Valve bestämde att spelet behövde ses över ordentligt.
I en artikel i Edge som gavs ut 2003 diskuterade Newell teamets tidigare problem med bandesign. I ren desperation satte man ihop en bana med varje vapen, fiende, skriptad händelse och trick som man hade kommit på så långt. Detta motiverade studion att fortsätta kämpa och på ett år byggde man om spelets artificiella intelligens och banor. På E3 1998 mottog de Game Critics Awards för "Bästa PC-spel" och "Bästa actionspel". Spelets utgivningsdatum sköts fram flera gånger under 1998 innan det till sist släpptes i november samma år.
Det släpptes två demoversioner av spelet. Den första, Half-Life: Day One, innehöll den första femtedelen av spelet och var tänkt att distribueras tillsammans med vissa grafikkort. Den andra versionen, Half-Life: Uplink, släpptes den 12 februari 1999. Uplink utspelade sig 48 timmar in i spelet och innehöll kraftigt omgjorda banor som inte kommit med i den slutgiltiga versionen av Half-Life.

### Spelets titel
Half-Life och dess expansioners titlar följer alla temat med vetenskapliga termer. Half-Life är den engelska termen för halveringstid, som anger den tid det tar för hälften av en mängd av ett visst radioaktivt material att sönderfalla. Den grekiska bokstaven lambda, som tydligt framkommer både i spelen och på dess omslag, representerar sönderfallskonstanten och Lambdakomplexet som förekommer i spelen. Opposing Force, vars namn kan syfta på att spelaren får ta rollen som en av fienderna i originalspelet, är också en referens till Newtons tredje lag. Blue Shift syftar på fenomenet blåförskjutning, som uppstår när frekvensen hos elektromagnetisk strålning förändras på grund av dopplereffekten när källan rör sig mot observatören, men också på det faktum att spelaren nu tar rollen som en av de blåklädda säkerhetsvakterna. I Half-Life: Decay syftar titeln än en gång på radioaktivt sönderfall. Det har också spekulerats att lambdasymbolen valdes för att den påminner om en mycket enkel bild av en arm som håller i en kofot, det första vapen som Gordon Freeman hittar och som har kommit att definiera spelserien.

### Porteringar
Half-Life porterades till Playstation 2 av Gearbox Software och släpptes till konsolen år 2001. Denna version hade blivit uppgraderad, med nya modeller för rollfigurer och vapen samt mer avancerade och utförligare banor. Dessa blev senare tillgängliga i de andra spelen till Windows i och med att Blue Shift släpptes. Detta kallades Half-Life High Definition pack. På Steam-versionerna av spelen är detta inte påslaget, utan måste aktiveras av användaren. Ett annat spel som släpptes samtidigt var Half-Life: Decay som lät två spelare spela samtidigt som Dr. Cross och Dr. Green. En annan nyhet var möjligheten för användarna att använda USB-mus och -tangentbord, något som inte använts tidigare på plattformen.
Versioner av spelet för Dreamcast och Mac OS Classic var i stort sett färdiga, men släpptes aldrig. Dreamcastversionen läckte senare ut på Internet.
Gearbox Software förväntades släppa en portering till Dreamcast mot slutet av år 2000. På European Computer Trade Show samma år fanns en spelbar version i Sierras bås och utvecklarna Randy Pitchford och Brian Martel var där för att visa upp spelet och svara på frågor från reportrar. Trots att spelet bara var veckor från att släppas, drogs det in med motiveringen att marknadsvillkoren hade förändrats på grund av att tredjepartsutvecklare hade börjat överge Dreamcast.
Samma år visade Sierra upp en Playstation 2-portering på E3 2001. Denna version släpptes i Nordamerika i oktober samma år och i Europa en månad senare. Samtidigt släpptes Half-Life: Blue Shift, som skulle ha varit en Dreamcastexklusiv sidoberättelse, till Microsoft Windows som Half-Lifes andra expansionspaket.

## Expansioner och uppföljare

### Expansioner
Två expansionspaket utvecklade av Gearbox Software har släppts till Windowsversionen: Half-Life: Opposing Force (1999) och Half-Life: Blue Shift (2001). Den tidigare låter spelaren uppleva handlingen från Half-Life ur Adrian Shephards perspektiv. Som en del av Hazardous Environment Combat Unit har man i uppdrag att tysta ned händelsen och förstöra alla bevis som pekar på vad som ägt rum. Spelet introducerade flera nya vapen, nya datorstyrda personer, både vänliga och fientliga, samt områden i Black Mesa som tidigare inte visats. Opposing Force var med sina 11 kapitel kortare än originalet, som hade 19 stycken.
Blue Shift låter spelaren uppleva händelserna i Black Mesa ännu en gång, men denna gång ur säkerhetsvakten Barney Calhouns perspektiv. Expansionen var först tänkt som ett bonusuppdrag till den inställda Dreamcastversionen. Blue Shift kom med the Half-Life High Definition Pack, som gav spelaren valet att förbättra grafiken i både expansionerna och originalspelet. Blue Shift hade relativt lite nytt innehåll i jämförelse med Opposing Force. Förutom nya varianter av existerande modeller fanns allt innehåll redan i Half-Life.
Half-Life: Decay utvecklades också av Gearbox, men släpptes bara till Playstation 2. Expansionen lät två spelare spela samtidigt och samarbeta för att ta sig igenom ett antal banor.
År 2000 släpptes ett paket kallat Half-Life: Platinum Pack som innehöll (tillsammans med originalmanualerna) Half-Life, Counter-Strike, Team Fortress Classic, och Half-Life: Opposing Force. År 2002 släpptes paketet på nytt under titlarna Half-Life Platinum Collection och Half-Life: Generation. Dessa två innehöll även Blue Shift. År 2005 släpptes Half-Life 1: Anthology som innehöll Steam-versioner av följande spel på en DVD: Half-Life, Half-Life: Opposing Force, Half-Life: Blue Shift, och Team Fortress Classic.

### Uppföljare
Uppföljaren till Half-Life, Half-Life 2, var bara ett rykte innan det offentliggjordes på E3 i maj 2003. Detta skapade en enorm hype kring spelet som skulle utspela sig 20 år efter föregångaren. Spelaren skulle än en gång ta rollen som Gordon Freeman och spelet skulle utspela sig i den dystopiska östeuropeiska staden City 17 där spelaren fick ta del av ett uppror mot en förtryckande utomjordisk makt. Efter ett antal kontroverser och förseningar släpptes Half-Life 2 den 16 november 2004.
För att själva få uppleva den process som modskapare skulle vara tvungna att gå igenom med den nya spelmotorn portade Valve Half-Life (som fick namnet Half-Life: Source) och Counter-Strike till den nya Source-motorn. Half-Life: Source saknade både nytt innehåll och de förändringar som kom med Blue Shifts High Definition Pack. Spelet använde sig dock av flera av motorns nya funktioner, såsom vertex- och pixelshading för mer realistiska vatteneffekter, mer realistisk fysik, dynamiskt ljus, ragdolls, mer högupplösta skuggor och tredimensionell skybox. Half-Life: Source släpptes juni 2004, och ingår i specialutgåvor av Half-Life 2 samt säljs separat via Steam.
Half-Life: Source fick kritik för att det inte utnyttjade många av de möjligheter som kom med den nya motorn och att det använde texturer och modeller från det gamla spelet. Därför uppkom en tredjepartsmodifikation med namnet Black Mesa september 2004. Black Mesa släpptes sedan september 2012 efter åtta års utveckling.
Den 10 juni 2005 gick Valve ut med att en kommande portering av Half-Life Deathmatch, flerspelarläget från originalspelet, skulle släppas. Inget exakt datum angavs, utan endast att det skulle komma inom de närmaste veckorna. Spelet släpptes sedan den 2 juli.
Den 1 juni 2006 släpptes Half-Life 2: Episode One. Det var tänkt att bli den första delen i en trilogi, där även Half-Life 2: Episode Two släpptes den 10 oktober 2007 som en del av The Orange Box. Episode Three, som ursprungligen planerades för en utgivning i december 2007, har dock ännu inte släppts.

### Tredjepartsmodifikationer
Half-Life har sedan det släpptes 1998 haft stort stöd från tredjepartsutvecklare, något som aktivt stöttats av Valve. Valve Hammer Editor, bandesignverktyget som användes under spelets utveckling, skickades med spelet. Tryckt material som följde med spelet pekade på att verktyget skulle komma att släppas som en egen produkt, men detta skedde aldrig. Valve släppte även ett Software Development Kit som tillät utvecklare att modifiera spelet och skapa modifikationer. Båda verktygen blev uppdaterade i samband med att version 1.1.0.0 släpptes. Flera verktyg för bland annat texturer, modeller och bandesign skapades eller uppdaterades för att fungera med Half-Life.
Half-Lifes SDK har använts som bas för ett stort antal flerspelarmodifikationer. Däribland Counter-Strike (CS), Team Fortress Classic (TFC), Day of Defeat (DOD), Deathmatch Classic (DMC), The Specialists, Pirates, Vikings and Knights, Sven Co-op och Natural Selection. TFC och DMC utvecklades av Valve själva. Counter-Strike, Day of Defeat och andra började som tredjepartsmodifikationer skapade av moddare som senare fick stöd och även anställning av Valve. Det fanns även en lagbaserad modifikation kallad Underworld Bloodline som skapades för att marknadsföra Sony Pictures kommande film Underworld.
Det har även skapats ett stort antal enspelarmodifikationer, däribland USS Darkstar (1999, ett futuristiskt actionäventyr ombord ett forskningsrymdskepp), The Xeno Project 1 och 2 (1999-2005), Edge of Darkness (2000, använder sig av några oanvända modeller från Half-Life), Half-Life: Absolute Redemption (2000), They Hunger (2000), Gunman Chronicles (2000, ett futuristiskt westernspel med fokus på enspelarläget), Poke646 (2001), Someplace Else (2002) och Heart of Evil (2003, vietnamkriget med zombier).
En del modifikationer kom att börja säljas i affärer. Den mest framgångsrika av dessa var Counter-Strike som har släppts i fem olika utgåvor; som enskild produkt (2000), som en del av the Platinum Pack (2000), till Xbox (2003), som singleplayer-spinoff (Counter-Strike: Condition Zero, 2004) och slutligen i en uppdaterad version i form av Counter-Strike: Source. Team Fortress Classic och Day of Defeat släpptes också som fristående produkter.

## Mottagande och eftermäle
| Mottagande            | Mottagande               |
| Samlingsbetyg         | Samlingsbetyg            |
| Tjänst                | Betyg                    |
| --------------------- | ------------------------ |
| Gamerankings          | 94,02% (PC) 83,23% (PS2) |
| Metacritic            | 96/100 (PC) 87/100 (PS2) |
| Recensionsbetyg       |                          |
| Publikation           | Betyg                    |
| Allgame               | (PC) (PS2)               |
| Gamespot              | 9,4/10 (PC) 8,8/10 (PS2) |
| IGN                   | 9,5/10 (PC) 9,1/10 (PS2) |
| Computer Gaming World | [ 69 ]                   |

Half-Lifes mottagande var positivt gällande både recensioner, mottagande och försäljning. Den 16 november 2004 hade åtta miljoner exemplar av spelet sålts. 2008 var siffran uppe i 9,3 miljoner exemplar. Spelet har vunnit över 50 Game of the Year-utmärkelser.
Half-Life hyllades av kritikerkåren och har en sammanställd poäng på 96 av 100 hos Metacritic. Jeff Green på Computer Gaming World skrev att Half-Life "inte bara är ett av årets bästa spel. Det är ett av de bästa spelen från vilket år som helst, en omedelbar klassiker som är mil före sin direkta konkurrens, och – i sin singleplayerform – är den bästa förstapersonsskjutaren sedan det första Doom." IGN beskrev det som "ett tour de force inom datorspelsdesign, det definitiva singleplayerspelet i en förstapersonsskjutare." IGN ansåg också att det hörde till de mest inflytelserika datorspelen någonsin. GameSpot hävdade att "Half-Life är det närmaste saken till ett revolutionärt steg genren någonsin har tagit." I maj 2007 lade de även till spelet till deras lista över de bästa spelen någonsin. 2004 höll GameSpy en tävling där läsarna fick rösta på det spel de tyckte var det bästa genom tiderna, där Half-Life vann. Half-Life gavs utmärkelsen "Bästa PC-spel någonsin" av PC Gamer i utgåvorna från november 1999, oktober 2001 och april 2005.
Flera recensenter ansåg att spelupplevelsen och spelets interaktiva miljöer var revolutionerande. Allgame sade att "det är inte varje dag som du träffar på ett spel som totalt revolutionerar en hel genre, men Half-Life har gjort precis det." Hot Games pekade på spelets realism och allt tillsammans "summerar ihop till en totalt uppslukande spelupplevelse som gör att allt annat ser ganska sjabbigt ut i jämförelse." Gamers Depot fann spelet engagerande och att de fortfarande hade att spela ett mer fängslande spel.  Guinness rekordbok gav Half-Life rekordet för "Best-selling First-person Shooter of All Time (PC)" i Guinness World Records: Gamer's Edition 2008.
Trots alla hyllningar fanns det även en del saker som kritikerna ogillade. The Electric Playground sade att Half-Life var en fängslande och engagerande underhållningsupplevelse, men att detta bara varade under spelets första halva, då spelet nådde sin topp alldeles för tidigt.
En kortfilm baserad på Half-Life med titeln Half-Life: Uplink skapades av Cruise Control, en brittisk marknadsföringsbyrå, och släpptes den 15 mars 1999. Sierra drog dock tillbaka filmen efter att de och Valve inte hade kunnat komma överens om licensieringen med Cruise Control. Filmen fick ett svalt mottagande. Den handlade om en journalist som infiltrerar Black Mesa Research Facility i ett försök att upptäcka vad som hände där.
25 år efter spelets utgivning släppte Valve dokumentären Half-Life: 25th Anniversary Documentary.